# Anseba
Anseba é uma região (zoba) da Eritreia. Por esta região, flui o Rio Anseba, no qual recebeu o nome em homenagem à região.